# 조지타운역 (온타리오주)
조지타운역(Georgetown Station)은 캐나다 온타리오주 홀튼힐스의 주 동네인 조지타운에 위치한 기차역으로, GO 트랜싯의 통근열차 노선인 키치너선 열차와 토론토와 사니아를 오가는 VIA 철도의 열차 또한 이 역에 정차한다. 조지타운은 퀸 스트리트와 마운틴뷰 로드에 위치해있다.

## 역사
조지타운역은 1856년 그랜드트렁크 철도가 토론토에서 사니아를 향해 서쪽으로 공사를 진행하던 중 지어졌다. 철도 회사는 노선 완공을 몇 년 앞두고 조지타운역은 토론토 동부에 주로 석회암으로 지어지던 철도역과 달리 목재 건물로 지어질 예정이라고 발표하였는데, 이에 대해 여론의 반발이 만만치 않아 조지타운역에도 석회암으로 역을 짓는 걸로 방향을 선회하였다. 역사는 비교적 단순한 직사각형 건물이였으며, 지북이 뾰족하고 건물 앞뒤 벽에 프렌치 도어가 있는 5개의 출입구가 있었다. 측벽에는 한 쌍의 아치형 창문이 있었고 지붕에는 네 개의 굴뚝이 각 모서리에 하나씩 장식되어있었다. 조지타운에 철도가 개통하면서 이후 수 년 동안 지역 경제의 성장을 거듭하였으며, 1864년에는 마을로 성장하여 인구가 1,500명으로 늘어났다.
해밀턴 & 노스웨스턴 철도 (H&NW) 노선이 1878년 그랜드트렁크의 조지타운역을 수직으로 통과했으며, 역 건물은 오늘날의 카루더스 로드와 프로미너드 트레일에 지어졌다. H&NW는 처음에 그랜드트렁크 철도를 평면교차하려고 했지만, 주민들의 반대에 부딪혀 대신 제방을 높이고 그 위에 다리를 놓아 통과하기로 하였다. 개통 1년 만에 해밀턴 & 노스웨스턴은 경쟁자였던 캐나다 북부 철도와 합병하여 노던 & 노스웨스턴 철도 (N&NW)를 설립하였다. 9년 후, 그랜드트렁크가 N&NW를 장악하면서 조지타운의 선로 선형이 크게 변경되었다. N&NW를 인수한 지 얼마 지나지 않아 기존 N&NW 선로를 재배치하여 해당 노선의 열차가 상당한 거리를 후진하지 않고도 그랜드트렁크 역에 정차할 수 있도록 공사가 이루어졌다. 다리는 1891년에 철거되었고 1892년 역 바로 북쪽에 새로운 Y자형 철도 분기점이 지어졌다.
조지타운은 이제 두 개의 노선이 만나는 철도 분기점이 되었기 때문에 기존의 그랜드트렁크 철도역을 확장할 필요가 생겼다. 이에 따라 1904년, 이 건물은 훨씬 더 높은 지붕과 건물 북동쪽 모서리에 화려한 터릿을 설치하는 등 대대적인 개보수를 거쳤다. 이와 동시에 수하물 보관서도 역 서쪽에 확장되었고, 프렌치 도어는 시간이 지나면서 제거되고 일부는 창문으로 개조되었지만 그 위의 둥근 아치는 여전히 남아있었다. 이 외벽의 윤곽과 주변의 석조물은 개조 공사가 완료된 후 남은 유일한 외부 특징이기도 하며, 또한 역 뒤에는 목조 급수탑이 세워졌고, 역 승강장 양쪽 끝에 있는 한 쌍의 스탠드 파이프에 연결된 지하 파이프가 있어 열차가 정차한 상태에서 증기 기관차에 물을 채울 수 있었다. 이듬해인 1905년 12월, 토론토와 사니아 사이의 그랜드트렁크 노선 전체가 복선화되면서 조지타운을 지나는 열차 수가 증가하였다.
그랜드트렁크는 20세기 초까지 재정난에 어려움을 겪었고, 그 결과 1923년 국유화되어 새로 설립된 캐나다 내셔널 철도에 인수되었다. 특히 2차 세계대전이 끝난 후 교통이 자가용 위주로 바뀌면서 승객 수에 큰 영향을 미쳤다. 1960년 밀턴을 통과하는 401번 고속도로가 완공되면서 조지타운 주민들은 철도 대신 고속도로를 이용하게 되었다. 그러나 당시 자동차 중심의 인프라에 집중하면서 조지타운이 토론토의 교외 지역으로 성장하였고, 지역 인구가 꾸준히 증가하였다. 1966년 조지타운에는 하루 9대의 열차가 정차했는데, 이 중 4대는 중장거리 여객열차였다. 또한 기존 H&NW 노선은 주로 외곽 지역을 운행하는 보조 지선이였기 때문에 열차 운행 횟수가 훨씬 적었다. 조지타운 북쪽으로 운행하는 여객열차는 1960년에 운행이 종료되었으며 화물열차 또한 1969년에 운행이 중단되었다. CN이 1975년에 조지타운 북쪽에서 첼튼햄까지 교통부에 폐선을 신청하였고 1983년에 조지타운 북부 구간은 폐선되었지만 조지타운 구간은 1992년까지 그대로 유지되었다.
1974년까지 조지타운에 정차하는 유일한 열차는 운행 비용이 저렴한 편인 자체 추진 동력의 버드 레일 디젤 동차로 운영하는 통근열차였으며, 이 열차는 같은 해 4월 조지타운선 (오늘날의 키치너선)이 개통하면서 GO 트랜싯이 대신 맡게 되었다. 토론토와 시카고를 운행하는 VIA 철도와 암트랙이 공동으로 운행하던 인터내셔널은 기존 오크빌에서 조지타운을 경유하는 노선으로 변경되면서 운행을 재개했으며, 이 노선은 2004년에 운행을 중단하였다. 하지만 토론토와 사니아를 잇는 VIA 철도 열차와 GO 트랜싯의 통근열차는 운행이 계속되고 있다.

## 시설
조지타운역은 직원이 상주하지 않는 무인역으로, 이 역에서 통근열차 티켓 구매나 프레스토 카드 충전은 자동판매기를 통해 할 수 있다. 프레스토 카드가 없는 경우에는 신용카드나 체크카드, 모바일페이를 출발역과 도착역에서 단말기에 태그해 요금을 정산할 수도 있고, 스마트폰에서 GO 트랜싯 홈페이지에 들어가 이티켓 (e-ticket)을 구매할 수도 있다. 이 역에서 토론토나 사니아 방면 VIA 철도 열차를 이용하고자 하는 경우 VIA 철도 홈페이지나 애플리케이션 또는 고객센터를 통해 표를 사전에 예매해야 한다.
이 역에는 대합실, 화장실, 와이파이, ATM기, 공중전화가 있다. 승강장 쪽에는 두 개의 본선 선로를 통해 캐나다 내셔널 철도, VIA 철도, 고드리티-엑시터 및 GO 트랜싯 열차가 운행하며, 역 북쪽의 야적장에는 4개의 선로와 1개의 승강장을 통해 GO 트랜싯 열차를 정박하거나 열차가 역에 정차한다. VIA 철도는 역 건물과 인접한 남쪽 승강장을 이용한다.
이 역에는 주차장이 두 곳이 있는데, 남쪽 주차장에는 425대의 주차 공간이, 북쪽 주차장에는 223대의 주차 공간이 마련되어있다. 주차는 최대 48시간까지 무료 주차가 가능하며, 이 역을 자주 이용하는 차량은 주차 공간을 사전에 예약할 수도 있고, 카풀하는 승객들을 위한 전용 주차 공간도 마련되어 있다.

## 운행 계통
조지타운역에 GO 트랜싯의 키치너선 열차가 평일에 토론토 방면 하루 12대, 키치너 방면 열차가 8대, 당역 종착 열차가 2대, 궬프 및 런던행 열차가 각각 1대씩 정차한다. 나머지 시간대에는 궬프, 조지타운, 브램턴, 토론토 시내 및 노스요크를 오가는 버스가 최대 1시간 간격으로 운행한다. 주말에는 키치너선 열차가 마운트플레전트역까지 운행하기 때문에 마운트플레전트역 및 노스요크의 요크밀스 버스 터미널 방면 버스가 1시간씩 번갈아서 운행한다. 반대 방향으로는 당역 종착 버스와 궬프 대학교까지 가는 버스가 1시간씩 번갈아서 운행한다. VIA 철도는 토론토 방면 열차가 하루 1대, 사니아 방면 열차가 하루 1대 정차한다.

## 버스 연결편
조지타운역에 정차하는 GO 트랜싯 버스는 다음과 같으며, 시내버스는 존재하지 않는다. 다만 홀턴힐스의 액티밴이 거동이 불편한 노약자 또는 장애인 승객들을 위해 셔틀 밴을 운행한다. 이 서비스를 이용하려면 사전 예약이 필요하다.
| 노선 | 노선            | 노선                | 종점        | 종점 | 종점                 | 경유지 | 기준일          | 비고 |
| ---- | --------------- | ------------------- | ----------- | ---- | -------------------- | --- | --------------- | ---- |
| 31   | 조지타운        | Georgetown          | 궬프 대학교 | ↔    | 유니언역 버스 터미널 | - 궬프 방면: 메인 / 크로스 · 액턴역 · 알마 / 잉커맨 · 궬프 센트럴역 · 궬프 대학교 - 토론토 방면: 궬프 / 킹 · 마운트플레전트역 · 메인 / 보베이어드 · 브램턴 시내 터미널 · 쇼퍼스 월드 브램턴 · 스틸즈 / 퍼스트걸프 · 브래멀리역 · 맬튼역 · 유니언역 버스 터미널 | 2023년 6월 24일 |      |
| 31A  | 조지타운        | Georgetown          | 궬프 대학교 | ↔    | 유니언역 버스 터미널 | - 궬프 방면: 메인 / 크로스 · 액턴역 · 알마 / 잉커맨 · 궬프 센트럴역 · 궬프 대학교 - 토론토 방면: 궬프 / 킹 · 마운트플레전트역 · 메인 / 보베이어드 · 브램턴 시내 터미널 · 쇼퍼스 월드 브램턴 · 스틸즈 / 퍼스트걸프 · 유니언역 버스 터미널                       | 2023년 6월 24일 |      |
| 31B  | 조지타운        | Georgetown          | 궬프 대학교 | ↔    | 브래멀리역           | - 궬프 방면: 메인 / 크로스 · 액턴역 · 알마 / 잉커맨 · 궬프 센트럴역 · 궬프 대학교 - 토론토 방면: 궬프 / 킹 · 마운트플레전트역 · 메인 / 보베이어드 · 브램턴 시내 터미널 · 쇼퍼스 월드 브램턴 · 스틸즈 / 퍼스트걸프 · 브래멀리역                                 | 2023년 6월 24일 |      |
| 31E  | 조지타운        | Georgetown          | 조지타운역  | ↔    | 유니언역 버스 터미널 | 궬프 / 킹 · 마운트플레전트역 · 메인 / 보베이어드 · 브램턴 시내 터미널 · 쇼퍼스 월드 브램턴 · 스틸즈 / 퍼스트걸프 · 브래멀리역 · 맬튼역 · 유니언역 버스 터미널                                                                                                  | 2023년 6월 24일 |      |
| 31F  | 조지타운        | Georgetown          | 조지타운역  | ↔    | 유니언역 버스 터미널 | 궬프 / 킹 · 마운트플레전트역 · 메인 / 보베이어드 · 브램턴 시내 터미널 · 쇼퍼스 월드 브램턴 · 스틸즈 / 퍼스트걸프 · 유니언역 버스 터미널 | 2023년 6월 24일 |      |
| 31M  | 조지타운        | Georgetown          | 궬프 대학교 | ←    | 브램턴 시내 터미널   | 메인 / 크로스 · 액턴역 · 알마 / 잉커맨 · 궬프 센트럴역 · 궬프 대학교 | 2023년 6월 24일 |      |
| 33   | 궬프 / 노스요크 | Guelph / North York | 궬프 대학교 | ←    | 요크밀스 버스 터미널 | 메인 / 크로스 · 액턴역 · 알마 / 잉커맨 · 궬프 센트럴역 · 궬프 대학교 | 2023년 6월 24일 |      |
| 33C  | 궬프 / 노스요크 | Guelph / North York | 궬프 대학교 | →    | 조지타운역           | 당역 종착 | 2023년 6월 24일 |      |
| 33E  | 궬프 / 노스요크 | Guelph / North York | 조지타운역  | ↔    | 유니언역 버스 터미널 | 궬프 / 킹 · 마운트플레전트역 · 메인 / 보베이어드 · 브램턴 시내 터미널 · 쇼퍼스 월드 브램턴 · 휴론타리오 / 407번 · 킬 / 401번 · 요크데일 버스 터미널 · 요크밀스 버스 터미널                                                                                     | 2023년 6월 24일 |      |
| 33F  | 궬프 / 노스요크 | Guelph / North York | 궬프 대학교 | →    | 마운트플레전트역     | 궬프 / 킹 · 마운트플레전트역 | 2023년 6월 24일 |      |
| 33G  | 궬프 / 노스요크 | Guelph / North York | 조지타운역  | →    | 마운트플레전트역     | 궬프 / 킹 · 마운트플레전트역 | 2023년 6월 24일 |      |

## 인접 정차역
| GEXR 궬프선 · CN 홀턴선 | GEXR 궬프선 · CN 홀턴선         | GEXR 궬프선 · CN 홀턴선    |
| ----------------------- | ------------------------------- | -------------------------- |
| 궬프 사니아 방면        | VIA 철도 코리더 토론토 - 사니아 | 브램턴 토론토 방면         |
| 액턴 키치너 방면        | GO 트랜싯 키치너선              | 마운트플레전트 유니언 방면 |